# Vera Albreht
Vera Albreht (tudi Vera Albrecht, rojena Kessler), slovenska pesnica, pisateljica, publicistka in prevajalka, * 12. februar 1895, Krško, † 25. maj 1971, Ljubljana.

## Življenje
Vera Albreht se je rodila v znani družini Kessler očetu Alojziju in materi Mariji (rojena Trenc), pri kateri so se zbirali takratni pomembni kulturniki, med drugimi tudi Ivan Cankar (ki si je bil blizu z njeno sestro Mici) in Oton Župančič, ki se je poročil z njeno sestro Ani. Njena mati Marija Kessler, rojena Trenz, je bila po rodu Nemka, kakor tudi vse sorodstvo po njeni strani, oče pa Slovenec; nemški sorodniki jih zato niso marali.
Odraščala je v mestu, na deželo je s svojimi sestrami odhajala le na počitnice k svojemu stricu. Kot študentka je živela na Dunaju, kjer je študirala na eksportni akademiji, a je ni dokončala zaradi 1. svetovne vojne. Leta 1919 se je poročila s Franom Albrehtom, pesnikom, pripovednikom in publicistom. Med obema svetovnima vojnama je bila dejavna pri ženskem gibanju, v mednarodni Ligi za mir in svobodo idr. 
Med narodnoosvobodilnim bojem je bila večkrat zaprta. 6. januarja 1944 je bila internirana v koncentracijsko taborišče v Ravensbrücku v Nemčiji. Po 2. svetovni vojni (osvoboditvi) se je preselila v Ljubljano. Tam je delovala kot publicistka in pri PEN-u. Umrla je stara 76 let.

## Delo
Svoje članke, prozo, pesmi (zlasti za mladino) je objavljala po revijah in časopisih (Novi rod, Ženski svet, Zvonček idr.). Po 2. svetovni vojni je izdala več zbirk mladinske poezije in proze, pretežno tradicionalnega tipa.
Veliko njenih ugank je objavljenih v različnih zbirkah, kot so: Slovenske uganke, Šestdeset ugank, Uganke o živalih idr.
Literaturi za otroke je ostala zvesta vse življenje, kajti objavila je dvanajst pesniških in tri prozne zbirke. Največkrat je bila ponatisnjena Lupinica. Otrokom in mladim pa je namenila tudi svoje mladostne spomine Nekoč pod Gorjanci.
Vera Albreht je znana tudi po prevajanju, iz nemščine v slovenščino, iz hrvaščine in srbščine v slovenščino.

### Povzetki nekaterih najbolj znanih del
- Nekoč pod Gorjanci

To je knjiga spominov Vere Albreht na njena otroška leta, ki jih je preživela ob vznožju hribovja Gorjanci vzdolž reke Krke, kjer je stala njena domačija.
V petnajstih zgodbah (Na deželo, Maščevanje, Otilija, Sove, Krvava Micka, Graščinski pastir, Štruklji, Srečanje z zgodovino, Njena košarica, Čarovnik Fiče, Gospod Anton, V mestecu moje mladosti, Mutec Oti, Razočaranje, Gorjanci), v preprostem ljudskem duhu naniza vesele in žalostne doživljaje iz svojih otroških let. To je čas, ko so lojtrski voz, koleselj in kočija bili po Dolenjski edino prevozno sredstvo. To je pripovedovanje o življenju na samotnih kmetijah pod Gorjanci in v mestu o vaških in trških posebnežih, o siromašnih srčno dobrih slovenskih ter bogatih in ošabnih nemških tetah, o dobri Jernejevki, ki pobira in vzreja najdenčke, o čarovnikih, ki čarajo, pa nič ne začarajo, o raznih nesrečnikih in čudakih, vse to pa skozi oči globoko doživljajočega otroka. Zgodbe, ki se odvijajo v dolini Krke predstavljajo svet z vsemi svojimi tegobami, boleznimi, običaji, šegami v dobi, ko so Slovenci bili na lastnih tleh navadna raja, nemški gospod pa vseoblastni gospodar, ki jih je zaničeval.
- Lupinica

Lupinica je pravljica o plavolasi istoimenski deklici, ki je bila tako majhna, da jo je že rahel vetrič lahko odpihnil. Nekega dne je hodila po cesti, ko je kar naenkrat privihrala burja, jo dvignila visoko v nebo, tako da je pristala na krilu letala. Lupinico je letalo odneslo v neznane kraje med neznane ljudi. Držala se je je nesreča, tako da je potovala daleč proč od svojega doma. Z veliko ladjo je pripotovala celo na vzhod, med palme in črnce. Tam so jo iz usmiljenja medse sprejele živali: žirafa Uganda, noj Kiku, zebra Zula, slon Sambo, gazela Gala in ostali tovariši in tovarišice, ki so ji pomagali preživeti v kruti savani. Žirafa Uganda je zanjo skrbela kot lastna mati, ji prinašala hrano, jo negovala in iz srca imela rada. Lupinica je doživela mnogo hudega: ko je leopard pokončal gazelo Galo, smrt Ugande, ko se je Lupinica izgubila sredi savane in so jo ugrabili pavijani in še mnogo drugega. Vendar pa je ob sebi imela prijatelje, ki so ji vedno priskočili na pomoč, jo varovali, ji stali ob strani, jo tolažili in nenazadje ji preko lastovic, ki so pozimi prišle v tople kraje in spomladi spet odšle, omogočili varno pot domov. Zgodba se konča, ko lastovke odletijo, z njimi pa Lupinica in se po vseh pripetljajih vrne domov.
- Babica in trije vnučki

To je pravljica o babici, ki je sama skrbela za tri fante vnuke. Ni jim imela kaj dati v usta, zato jih je s težkim srcem poslala po svetu. Ko jih je objokovala se je k njej z neba spustila zvezda, ki ji je obljubila, da bo vnuke varovala, če ji posodi njeno srce. Tri fantiče je bilo v temnem gozdu neizmerno strah, vendar pa je nanje pazila zvezda. Ko so tavali po svetu, so prišli do prve vasi, v kateri je živel črn možakar kovač. Potegnil je najstarejšega v svojo kovačnico. Druga dva potrta vnuka sta prišla do naslednje vasi, kjer je mlinar pograbil drugega vnuka v svoj mlin. Ostal je le najmlajši in ko je prišel do tretje vasi, ga nobeden ni maral za hlapca, saj je bil premajhen. Ko je njegov jok slišala zvezda, ga je obiskala in ponesla domov k babici. Babica pa ga je kruto odslovila, ko pa je to zvezda slišala, je postajala vedno bolj bleda in babici se je vračalo srce. Babica je veselo objela svojega vnučka in mu obljubila, da bosta poiskala ostala dva brata. Odpravila sta se na pot in prišla do kovačnice, kjer je najstarejši vnuk ravno koval konja. Ko je zagledal babico in bratca je odvezal konja in odbrzeli so naprej. Prišli so še do mlina in s seboj vzeli drugega brata. Ko so prišli domov, so se spodtaknili ob kamen, vendar pa je to bila zvezda, ki ji je ugasnilo srce. Babici se je zasmilila in tako ji je za zmeraj podarila svoje srce, rekoč, da je že stara, zvezda pa je mlada in polna življenja. Vnučki so bili žalostni, ker se babica ni več prebudila, vendar pa jim je zvezda poslala tri svetle žarke, da so se naselili v srcih nesrečnih sirot.

### Dela, ki jih je prevedla
- 1966 - Oblaček - ovčica; avtor: Fred Rodrian (kratka proza)
- 1966 - Velikan in Krojaček; avtorja: J. in W. Grimm (kratka proza)
- 1966 - Izvolite na razstavo; avtor: Desanka Maksimović (slikanica)
- 1966 - Atuk; avtor: Damjan Mischa (razne literarne vrste)
- 1967 - Razbojnik z rumeno liso; avtor: Grigor Vitez (pravljica)
- 1967 - Bajka o labodu; avtor: Desanka Maksimović (pravljica)
- 1968 - Bibi iz oglasnega stebrička; avtor: Inge Feustel (pravljice)
- 1970 - Tika-taka, tika-taka ...; avtor: Maša Hal' amova
- 1970 - Moj praded in jaz; avtor: James Krüss
- 1971 - Požrešni pujsek Jo; avtor: Inge Feustel (slikanica)
- 1974 - Vetrova uspavanka : pesmi in pravljice; avtor: Desanka Maksimović